# サッカークラブのアカデミー
サッカークラブのアカデミーは、サッカー分野で若手選手の育成を目的としてサッカークラブや国家が設けた組織。

## 概要
多くのサッカークラブでは、若手選手の育成を目的とした組織を設けており、アカデミーまたは下部組織と呼んでいる。
少年期からプロの指導陣が指導をし、彼らを選手へと育て上げ、そして自らのチームに愛着を持った選手とすることが大きな目的となる。

## 日本国外
日本国外では、クラブチームの育成組織は選手を一から育て上げることによって外部から選手を高額な移籍金を払って獲得せずに選手を補充できるメリットや、育てた選手が高額な移籍金で移籍できればクラブの収益にもつながることがある。

また国立のアカデミー（en:National football centre）ではシンガポール国立フットボールアカデミーやカタールの国家戦略「アスパイア・アカデミー」、イングランドのセント・ジョージズ・パーク・ナショナル・フットボール・センター（en:St George's Park National Football Centre）、フランスのクレールフォンテーヌ国立研究所などが知られる。オーストラリアでは同国の国立スポーツ研究所であるAIS（Australian Institute of Sport）にサッカーアカデミーとなる〈オーストラリア国立スポーツ研究所#フットボール（サッカー）部門〉が設けられているほか、北朝鮮には平壌国際蹴球学校（Pyongyang International Football School）があることが知られ、モロッコでは2009年に国王の肝いりでラバトに同国のサッカーアカデミーにあたるムハンマド6世国王アカデミー (Mohammed VI Football Academy) が作られている。
クラブチームの組織については、イタリアについてはイタリアのサッカークラブの下部組織、スペインのサッカークラブのアカデミーはカンテラを参照。オランダではアヤックス・アカデミーが、世界的に知られたサッカークラブのアカデミーとしても知られるが、ブラジルなどにはパラナ・サッカー・テクニカル・センターといったクラブもある。
またレスター・シティFC.リザーブなどがあるイングランドはプレミアリーグでは必ずチームに生え抜き選手数人を入れることといったルールを設けており、育成を行う必要がある。
クラブの財政事情にもよるが、基本的にはどこのクラブにも自前のグラウンドとクラブハウスが備わってはおり、プロクラブのユースアカデミーとなるとさらに優れた施設で、確立されたクラブ哲学をベースに、育成に秀でた指導者の元でトレーニングを積むことが可能となる。特にドイツなどでは3部以上のプロクラブはさらに設備の整ったユースアカデミーを持っていなければならず、4部でもアカデミーを持っているところはある。また、そうした施設ではフィジカルコーチ、心理療法士、教育係といった育成専任職員も常勤させて、様々な角度からアカデミー生たちが成長していくためのサポートが整えられている。
国土が広く人口も多いアメリカ合衆国では、隣国のカナダと共に、en:U.S. Soccer Development Academy（2020年休止）やその後継のen:MLS Next、en:Generation Adidas Cup、USYSA、AYSOなどの多くのユースサッカーリーグや組織が運営されており、二国から数多くのサッカークラブアカデミーが参加している。スーパーYリーグの参加クラブアカデミーについてはen:List of Super Y League clubsを参照。
韓国では留学プロジェクトで協会が後押ししている。

## 日本
1993年に日本プロサッカーリーグ（Jリーグ）が発足前にも三菱養和や東京ヴェルディ1969の母体となった読売クラブ、京都サンガF.C.の母体となった1922年創設の京都紫光クラブがあり、育成組織を抱えていた。リーグ発足以降は、特にJリーグでは「育成型組織」の設置をリーグ加盟の際義務付けている。J3リーグ新規加盟の際にも少なくとも下部組織1チーム（世代）を編成することとされている。
これまでサッカー日本代表選手を多く輩出しているのは中体連（中学校の部活動）を経ての全国高等学校体育連盟管轄の高校サッカー部出身者であることが知られるが、Jリーグ下部組織出身も増えていき、高円宮杯 JFA U-18サッカープレミアリーグでは、ユースクラブの方が多く出場し優勝回数も多くなってきている。
日本ではクラブチームの下部組織のほか、日本サッカー協会が運営するJFAアカデミーがある。また国外クラブチームが日本に開設したアカデミーが21世紀以降数多く発足してきている。